# مقياس طاقة جوجل
مقياس طاقة جوجل عبارة عن مشروع برمجي تابع لجوجل، لمساعدة المستهلكين على تتبع استخدامهم للكهرباء المنزلية.
كان تطوير البرنامج جزءًا من جهد جوجل للاستثمار في الطاقة المتجددة وترقيات شبكة الكهرباء والتدابير الأخرى التي من شأنها تقليل انبعاثات غازات الاحتباس الحراري. تم إطلاقه في 5 أكتوبر 2009 وانتهى في 16 سبتمبر 2011.
تم تصميم البرنامج لتسجيل استخدام المستخدم للكهرباء. ووفقًا للشركة، إذا تم تخفيض نصف استخدام الطاقة في المنازل الأمريكية بنسبة عشرة بالمائة، فسيكون ذلك مساويًا لمتوسط الطاقة المستخدمة من قبل ثمانية ملايين سيارة.
وكان من المأمول أن تعمل هذه الأداة على زيادة وعي صاحب المنزل بكمية الطاقة التي يستخدمونها وجعل المستخدمين أكثر كفاءة في استخدام الطاقة.  وتم تصميم مقياس الطاقة للاستخدام مع العدادات الذكية القادرة على تتبع استخدام الكهرباء بتفاصيل أكثر من العدادات الكهربائية القياسية. ووفقًا لـجوجل، في عام 2009 كان هناك ما يقرب من 40 مليون عداد ذكي مستخدمة في جميع أنحاء العالم.  وبحلول أوائل عام 2009، تم تركيب العداد لما يقرب من 7٪ من المنازل الأمريكية.

## الشراكة
وفي مايو 2009، أعلنت جوجل عن شراكتها مع صانع العدادات الذكية ايترون. وفي أكتوبر 2009، أعلنت جوجل عن أول "شريك للجهاز"، وهو مخبر الطاقة TED، وهو جهاز مراقبة للطاقة من شركة (Energy Inc)و كان متاحًا فقط في أمريكا الشمالية، 
وكانت أول شراكة في المملكة المتحدة كانت مع  شركة (AlertMe).  وفي عام 2009 أيضًا، تمكن عملاء يلو ستروم في ألمانيا من البدء في إضافة أداة مقياس الطاقة إلى صفحات أنا جوجل الخاصة بهم لتتبع استخدامهم للطاقة.
وفي عام 2010، أعلنت شركة (Current Cost) في المملكة المتحدة عن تعاونها مع مقياس طاقة جوجل. ثم أعلنت شركة طاقة سيمبرا التابعة لسان دييغو للغاز والكهرباء عن خطط لتركيب 1.4 مليون عداد ذكي في مقاطعة سان دييغو ومقاطعة أورانج الجنوبية بحلول نهاية عام 2011  وقالت إنه بعد إرسال 100000 بطاقة بريدية لإعلام المستهلكين بإمكانية استخدامهم خدمة مقياس طاقة جوجل، بدأ حوالي 6٪ في استخدامها. وفي يونيو 2011 أعلنت جوجل أن الخدمة ستتوقف